# 트로이 태너
트로이 리처드 태너(영어: Troy Richard Tanner, 1963년 10월 31일~)는 미국의 배구 전직 선수이다. 현역 시절 포지션은 세터와 아웃사이드 히터였으며 미국 대표팀의 일원으로 1988년 하계 올림픽에서 금메달을 획득했다.